# قلمروهای فدرال مالزی
قلمروهای فدرال (FT) در مالزی شامل سه قلمرو کوالالامپور، لابوان و پوتراجایا است که مستقیماً توسط دولت فدرال مالزی اداره می‌شود. کوالالامپور پایتخت ملی مالزی، پوتراجایا پایتخت اداری و لابوان یک مرکز مالی بین‌المللی فراساحلی است. کوالالامپور و پوتراجایا مناطق درون‌بوم در ایالت سلانگور هستند. لابوان جزیره‌ای در سواحل ایالت صباح است.

## تاریخچه
قلمروهای فدرال در اصل بخشی از ایالت‌های سلانگور و صباح بودند. کوالالامپور و پوتراجایا بخشی از ایالت سلانگور و لابوان بخشی از ایالت صباح قلمداد می‌شدند.
کوالالامپور، مرکز ایالت سلانگور در سال ۱۹۴۸ به پایتخت ملی فدراسیون مالایا (و بعد مالزی) تبدیل شد. بعد از استقلال در سال ۱۹۵۷، حزب حاکم ایالت سلانگور و همچنین فدرال، حزب اتحاد (Alliance) بود. (بعد حزب باریسان ناسیونال جایگزین این حزب گردید) هر چند در انتخابات ۱۹۶۹، حزب اتحاد اکثریت خود را در ایالت سلانگور به مخالفان سپرد ولی کنترل دولت فدرال را در اختیار خود نگه داشت. همان انتخابات منجر به شورش قومی بزرگ در کوالالامپور شد.
مشخص شد در صورتی که کوالالامپور به عنوان بخشی از ایالت سلانگور باقی بماند، هنگامی که آنها تحت کنترل احزاب مختلف قرار بگیرند، ممکن است برخوردهایی بین دولت فدرال و دولت ایالتی سلانگور اتفاق بیافتد. راه حل این مشکل جداسازی کوالالامپور از ایالت و قرار دادن آن در ذیل حاکمیت مستقیم فدرال بود. در روز ۱ فوریه ۱۹۷۴، توافقنامه قلمرو فدرال کوالالامپور امضاء شد و کوالالامپور به اولین قلمرو فدرال مالزی تبدیل شد.
جدایی کوالالامپور به این معنی بود که رای‌دهنده‌ها دیگر نماینده‌ای در مجلس قانون‌گذاری ایالتی سلانگور نداشتند و تنها می‌توانستند برای انتخاب نماینده در پارلمان مالزی رای دهند. لابوان که جزیره‌ای فراساحلی در سرزمین اصلی صباح بود، توسط دولت فدرال برای ترقی و تبدیل به مرکز مالی فراساحلی انتخاب گردید. لابوان در روز ۱۶ آوریل ۱۹۸۴ به عنوان دومین قلمرو فدرال برگزیده شد.
پوتراجایا یک شهر جدید است که برای جایگزینی کوالالامپور به عنوان مقر دولت فدرال طراحی شد. در روز ۱ فوریه ۲۰۰۱، پوتراجایا به عنوان سومین قلمرو فدرال برگزیده شد.
طی سال‌های اخیر، تلاش‌هایی در جهت شکل‌گیری یک هویت مشترک برای سه قلمرو فدرال صورت گرفته است. در سال ۲۰۰۶، پرچم قلمروهای فدرال در جهت بازنمایی قلمروهای فدرال تحت یک مجموعه کامل، معرفی شد. در طی بازی‌های سوکما سال ۲۰۰۶ در ایالت کداح، تیم‌های کوالالامپور، لابوان و پوتراجایا درون تیم قلمروهای فدرال متحد، ادغام شدند.

## نماد
سرود رسمی قلمروهای فدرال ماجو دان سجاهترا (پیشرفت و کامیابی) است. 
به جز پرچم اختصاصی قلمروهای فدرال، هر قلمرو فدرال دارای پرچم مختص به خود است.

پرچم کوالالامپور
پرچم لابوان
پرچم پوتراجایا

## ورزش
از سال ۲۰۰۶، فعالیت‌های ورزشی در تمام قلمروهای فدرال توسط شورای ورزش قلمرو فدرال (به مالایی:Majlis Sukan Wilayah Persekutuan, WIPERS) که یک نهاد قانونی فدرال است، هماهنگ و اداره می‌شود.